# Emmanouil Mylonakis
Emmanouil Mylonakis, detto Manolis (in greco Εμμανουήλ Μυλωνάκης?; 9 aprile 1985), è un pallanuotista greco.

## Carriera
Ha iniziato la sua carriera allo Chania, per poi giocare per l'Ethnikos, il Vouliagmeni e l'Olympiakos. Vincitore di undici campionati greci, ha legato la sua carriera principalmente all'Olympiakos, con cui ha conquistato anche una Coppa dei Campioni.

## Palmarès

### Nazionale
- Mondiali

Montréal 2005: 
Kazan' 2015: 
- World League

Atene 2006: 
- Giochi del Mediterraneo

Mersin 2013: